# Magsarzhavyn Sanjdorj
Magsarzhavyn Sanjdorj (mongol (écriture cyrillique) : Магсаржавын Санждорж), né en 1931 et décédé en 2000 est un mongoliste et historien mongol.

## Biographie
Il est né en 1931